# Sinodonta bidens
Sinodonta bidens är en fjärilsart som beskrevs av Charles Oberthür 1914. Sinodonta bidens ingår i släktet Sinodonta och familjen tandspinnare. Inga underarter finns listade i Catalogue of Life.